# Xmas Story
«Xmas Story» (укр. «Різдвяна історія») — четверта серія другого сезону анімаційного серіалу «Футурама», що вийшла в ефір у Північній Америці 19 грудня 1999 року.

Автор сценарію: Девід Коуен.

Режисер: Пітер Аванзіно.

## Сюжет
Під час відпочинку на лижному курорті Фрай почуває ностальгію за ХХ століттям і різдвяними святами. Щоби втішити його, друзі вирішують влаштувати традиційне святкування Різдва.
Ввечері Фрай вирушає до міста, щоби купити подарунок Лілі (для якої Різдво завжди було сумним святом, адже вона ніколи не мала родини). Інші члени команди «Міжпланетного експреса» застерігають Фрая від небезпеки, яка загрожує йому, якщо він опиниться надворі після заходу сонця — його може вбити Робот-Санта. Виявляється, що у 2801 році корпорація «Мамині дружні роботи» сконструювала роботичну версію Санти, здатного визначати хто був слухняним протягом року, а хто — ні. Втім, програмна помилка перетворила робота на безжалісного вбивцю — стандарт «слухняності» був дуже завищеним, через що він розцінює всіх людей як «неслухняних». Тим часом, Бендер знайомиться з кількома бездомними роботами і разом з ними влаштовує серію пограбувань.
Фрай купує Лілі папугу, але той тікає від нього. Намагаючись упіймати папугу, Фрай мало не падає з високої будівлі, але Ліла рятує його. Сідає сонце, і надворі з'являється Робот-Санта.
Фрай із Лілою, врятовані Бендером і його бандою, ховаються в офісі «Міжпланетного експреса», але Санта вломлюється туди через димар. Винахідливість доктора Зойдберґа допомагає загнати Санту назад у комин, звідки вибух викидає його і його механічних оленів у стратосферу.
Всі святкують перемогу, співаючи пісню.
Під час фінальних титрів Робот-Санта присягається, що повернеться наступного Різдва.

## Послідовність дії
- Інша серія «Футурами» на тему Різдва, в якій також з'являється Робот-Санта, — «A Tale of Two Santas».
- У цій серії стверджується, що глобальне потепління на Землі настало, але було врівноважене ядерною зимою. У пізніших серіях повідомляється, що глобальне потепління досі триває, але з ним борються, вкидаючи велетенський куб льоду до океану щороку.

## Пародії, алюзії, цікаві факти
- Сцена, в якій Зойдберґ, Емі та Гермес купують одне одному гребінці, продавши власне волосся, є алюзією на оповідання О. Генрі «Дари волхвів».
- Сцена, в якій Фрай висить на величезному електронному годиннику, — явна алюзія на один з фільмів за участю відомого коміка часів німого кіно Гарольда Ллойда.
- Персонаж Бляшаний Тім багато чим нагадує Крихітку Тіма з «Різдвяної колядки в прозі» Чарлза Дікенса
- Наприкінці серії ми бачимо електронний годинник, який показує «8:57». Це приблизний час оригінального виходу серії в ефір на каналі FOX.

## Особливості українського перекладу
- Заклад, в якому бездомні роботи отримують безкоштовну випивку, носить назву «Наливайка у Материнки».
- Під дверима Хетті Макдуґал роботи співають «Санта-Клаус з вогнеметом до нас прилітає» на мотив колядки «Нова радість стала».